# Usa (Wetter)
Die Usa, auch Us und am Oberlauf Usbach genannt, ist ein gut 34 km langes Flüsschen im Taunus und der Wetterau und ein orografisch rechter und westlicher Zufluss der Wetter, der in den hessischen Hochtaunuskreis und Wetteraukreis verläuft.

## Name
Der Bach wurde im 14. Jahrhundert („apud Usam“, „uf der Use“) erstmals schriftlich erwähnt. Der Ortsname Usingen (Erstbeleg 750–802 als Oasunga) bezieht sich auf den Fluss und bedeutet „die Leute an der Usa“. Der Name stammt wohl aus vorgermanischer Zeit und könnte mit dem bretonischen Wort aoz für „Flussbett“ urverwandt sein.

## Geographie

### Verlauf
Die Usa entspringt im Hochtaunuskreis im Östlichen Hintertaunus. Ihre Quelle befindet sich zwischen den Ortschaften Rod am Berg im Norden und Anspach im Süden, etwa 2,5 km westsüdwestlich des Stadtzentrums von Neu-Anspach auf der Ostflanke der Hardt (502,4 m ü. NHN) auf etwa 458 m Höhe.
Anfangs durchquert die Usa Neu-Anspach. Dort mündet der Arnsbach. Auf dem weiteren Weg durchfließt die Usa Usingen und wird verstärkt durch den Eschbach. Begleitet von der Bundesstraße 275 durchbricht sie einen Querriegel nördlich des Taunushauptkamms und erreicht Ober-Mörlen. Hier mündet am Ortsrand der Fauerbach ein. Durch Nieder-Mörlen fließt die Usa im Bad Nauheimer Gebiet und passiert die dortigen Gradierwerke; hier treibt sie auch heute noch ein Wasserrad an, dessen Bewegung früher für die Sole-Pumpen verwendet wurde. Im weiteren Verlauf mündet nördlich von Friedberg der Seebach ein. Bei Friedberg befindet sich ein Pegel (siehe Weblink).
Schließlich mündet die Usa, nach jeweils östlichem Vorbeifließen an Friedberg und dessen Ortsteil Fauerbach sowie Unterqueren der B 275, südöstlich der Stadt und etwa 100 m vom Viadukt der Bahnstrecke Friedberg–Hanau entfernt auf etwa 123 m Höhe von rechts in den Nidda-Zufluss Wetter.

Die Usa von der Quelle bis zur Mündung
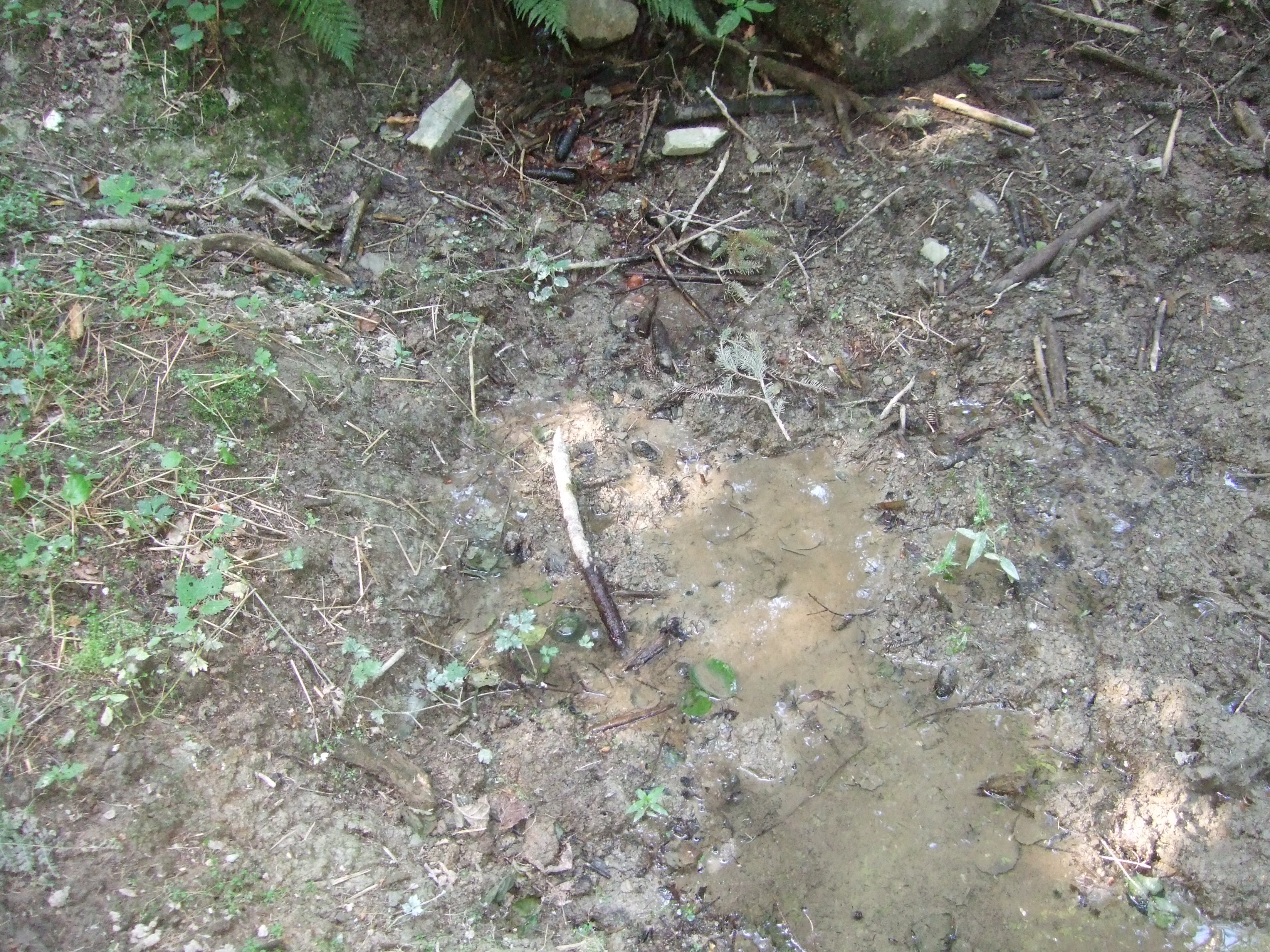
Die Usa-Quelle
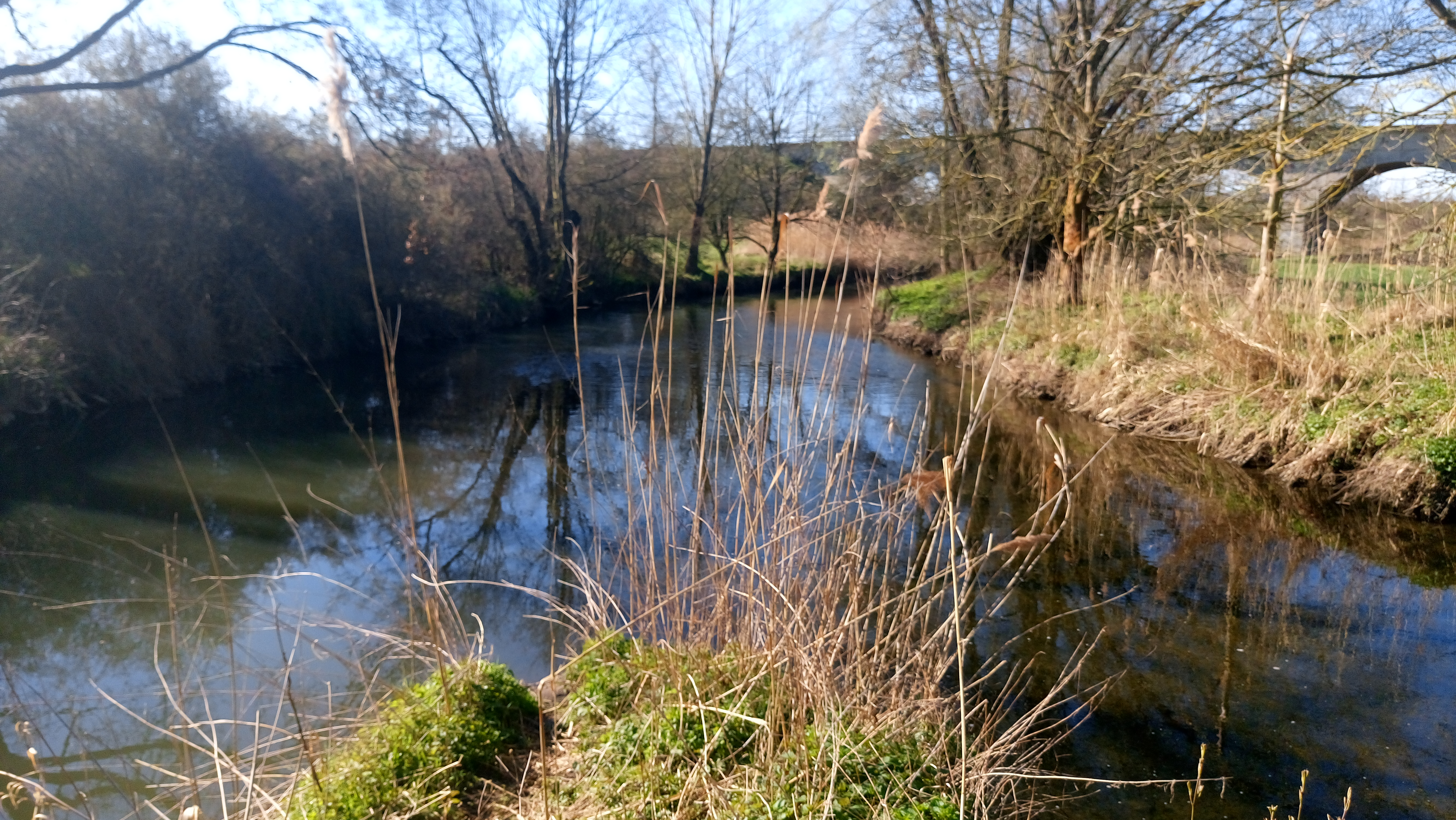
Mündung der Usa in die Wetter bei Friedberg

### Zuflüsse
Direkte und indirekte Zuflüsse:
- Fließgewässer im Flusssystem Usa

Zu den direkten Zuflüssen der Usa gehören (flussabwärts betrachtet):
| Name             | GKZ       | Lage   | Länge in km | EZG in km² | MQ in l/s |
| ---------------- | --------- | ------ | ----------- | ---------- | --------- |
| Ansbach          | 248481120 | links  | 1,2         |            |           |
| Heisterbach      | 248481140 | rechts | 1,3         |            |           |
| Arnsbach         | 248481200 | links  | 4,0         | 010,8      | 0098,3    |
| Bondenbach       | 248481312 | links  | 0,7         |            |           |
| Schleichenbach   | 248481314 | links  | 1,9         |            |           |
| Schlichenbach    | 248481316 | rechts | 1,3         |            |           |
| Mühlgraben       | 248481392 | links  | 1,0         |            |           |
| Stockheimer Bach | 248481400 | links  | 5,2         | 010,6      | 0092,4    |
| Röllbach         | 248481520 | rechts | 2,4         |            |           |
| Eschbach         | 248481600 | links  | 5,0         | 009,0      | 0064,7    |
| Dittenbach       | 248481940 | links  | 2,4         |            |           |
| Michelbach       | 248482000 | links  | 8,1         | 015,2      | 0089,4    |
| Wiesbach         | 248483200 | rechts | 6,7         | 015,5      | 0132,1    |
| Holzbach         | 248483400 | rechts | 6,1         | 007,8      | 0065,2    |
| Detzelbach       | 248485120 | links  | 1,2         |            |           |
| Forbach          | 248485200 | links  | 4,3         | 008,0      | 0035,7    |
| Vogelthal-Bach   | 248485360 | rechts | 2,4         |            |           |
| Schiefertalbach  | 248485520 | rechts | 1,2         |            |           |
| Aitzenbach       | 248485600 | rechts | 4,3         | 004,1      | 0031,6    |
| Hainbach         | 248485800 | rechts | 1,9         | 003,1      | 0017,9    |
| Fauerbach        | 248486000 | links  | 9,7         | 017,2      | 0079,5    |
| Blüßengraben     | 248487120 | rechts | 2,1         |            |           |
| Säckelgraben     |           | links  | 5¼          |            |           |
| Deutergraben     | 248487940 | rechts | 4,0         |            |           |
| Seebach          | 248488000 | rechts | 6,7         | 011,8      | 0043,0    |

### Flusssystem Wetter
- Fließgewässer im Flusssystem Wetter

## Natur und Umwelt

### Wasserwirtschaft
Die Usa mit ihrem 183,9 km² großen Einzugsgebiet weist größtenteils eine Wassergüte der Stufe II bis III ("kritisch belastet") auf.
In den 1970er Jahren erreichte die Verschmutzung des als Vorfluter genutzten Baches ihren Höhepunkt. Zur Lösung dieses Problems tragen heute im Wesentlichen die Kläranlagen in Usingen, Bad Nauheim und Friedberg bei. Der Abfluss der Teichkläranlage der Butzbacher Stadtteile Münster und Fauerbach wird über den Fauerbach der Usa zugeführt. Das eigentlich saubere Taunuswasser wird durch die Einleitung der Klärwässer beeinträchtigt. Die Kläranlage Usingen befindet sich zwischen den Gemarkungen Usingen und Ober-Mörlen und reinigt das Abwasser der Usinger Stadtteile Usingen, Kransberg und Wernborn sowie des Wehrheimer Ortsteils Friedrichsthal. Die Verbandskläranlage der Städte Bad Nauheim und Butzbach sowie der Gemeinde Ober-Mörlen für die Orte (in Fließrichtung): Wiesental (Stadt Butzbach), Langenhain-Ziegenberg, Ober-Mörlen, Nieder-Mörlen und Bad Nauheim befindet sich zwischen Bad Nauheim und Friedberg. Unmittelbar hinter der Stadt Friedberg und vor dem Zusammenfluss in die Wetter erfolgt die Einleitung der gereinigten Friedberger Abwässer über die Kläranlage Friedberg.
Die Abwassereinleitungen der Kläranlagen sind jedoch nicht das einzige Problem. Vor allem im Taunus, wo innerhalb kürzester Zeit in der Kanalisation eine hohe Menge Regenwasser anfallen kann, geben Regenüberläufe schnell verschmutztes Wasser aus Oberflächenabflüssen in die Usa ab.

### Fauna
In der Usa kommen vor:

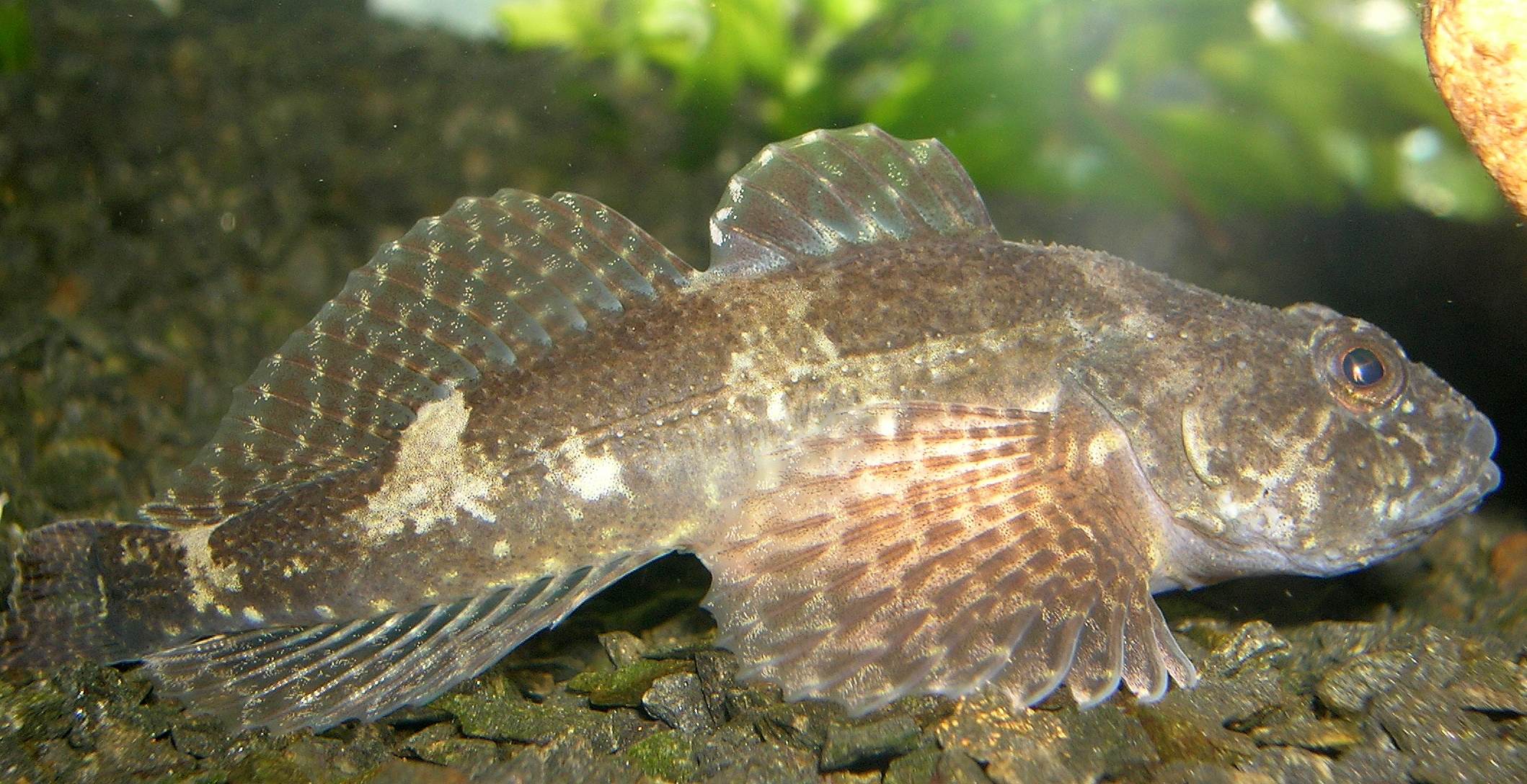
Die Groppe

- Salmoniden: Äsche, Bachforelle, Meerforelle, Regenbogenforelle
- Karpfenartige: Brasse, Döbel, Elritze, Gründling, Hasel, Nase, Rotauge, Rotfeder, Schmerle, Spiegelkarpfen, Schuppenkarpfen
- Sonstige Fischarten: Aal, Barsch, Groppe, Hecht und Wels
- und außerdem noch Bachmuschel, Edel- und Signalkrebs

## Wasserbauwerke

### Mühlen

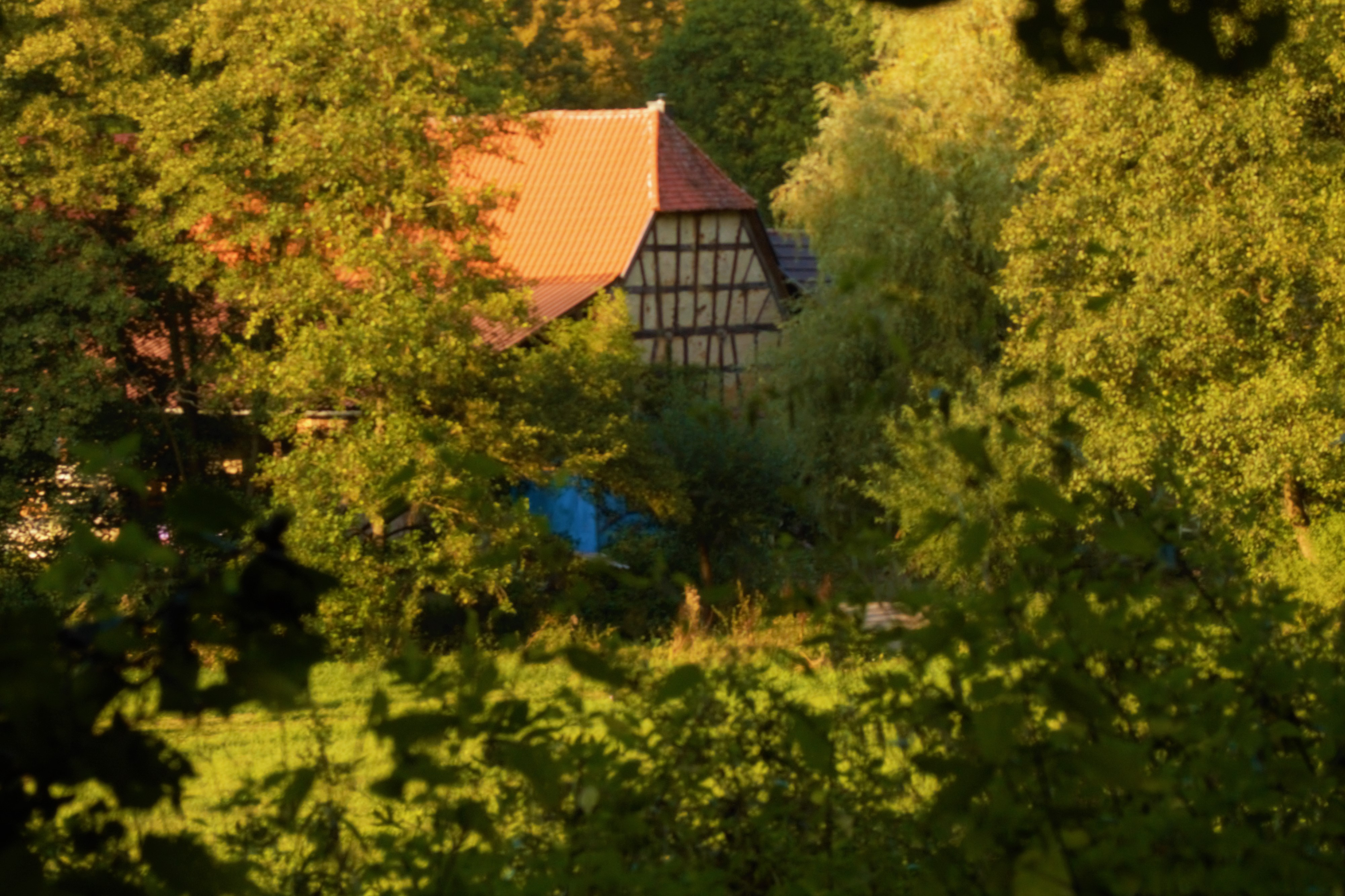
Hessenmühle bei Usingen

Eine Vielzahl von Mühlen lagen/liegen an der Usa.
- Anspach:
  - Schlagmühle[7] (Ölmühle, Getreidemühle, 1611)
  - Klingelsmühle[8] (bis 1929)
- Westerfeld:
  - Westerfelder Mühle[9] (Oberschächtige Mühle, Pulvermühle, Mühlstraße 10, im Süden von Westerfeld)
- Usingen:
  - Seemühle[10] oder Segemühle[11] (vor 1449)
  - Lohmühle[12]
  - Walkmühle[13][14][15] (1417)
  - Schlappmühle oder Kuhardtmühle[16][17][18]

- - Messemühle[11]
  - Schleifmühlchen[19]
- Eschbach:
  - Untere Hessenmühle[20][21]
  - Obere Hessenmühle[22]
- Wernborn:
  - Schlossermühle[23][24][25] (1417)
- Kransberg:
  - Kleinmühle[26][27][28]
  - Herrnmühle[29][30][31]
  - Johannemühle[32]
  - Kreuzmühle[33]
- Langenhain-Ziegenberg:
  - Herrenmühle[34][35]
  - Langenhainer Mühle[36]
- Ober-Mörlen:
  - Oelmühle[37][38]
  - Hüftersheimer Mühle[39][40]
  - Lohmühle[41]
  - Kremersmühle[42], auch Krämersmühle[37] oder Frankertsmühle[43]
- Friedberg:
  - Brücken-Mühle[44]
  - Falcksche Mühle[45] (Zückwolfs Mühle[46], Neumühle[47][48]):

Vom 14. Jahrhundert bis zur Zerstörung 1636 im Dreißigjährigen Krieg war sie die „Wollenwebermühle“ der Familie Zückwolff zur Herstellung der Friedberger Tuche.

1664 wurde sie wieder aufgebaut als Neumühle.
Die zuletzt so benannte Falcksche Mühle stand denkmalgeschützt unterhalb des heutigen Rosentalviadukts, gewissermaßen am Ortseingang, außerhalb der Stadtbefestigung, vor dem historischen Usator am Fuß des Burgbergs. In den 1980er-Jahren wurden ihre nicht mehr in Gebrauch befindlichen Reste durch schweres Baugerät zerstört, ihre Fachwerkbalken vom Wetteraukreis sichergestellt und eingelagert für einen beabsichtigten Wiederaufbau. Zu Beginn des 21. Jahrhunderts wurde der Rechtsstreit beigelegt und das Gelände anderweitig bebaut.
- Vorbachs-Mühle
- Hackenmühle (Hockenmühle):

Historisch belegt ist die Hackenmühle, die etwas oberhalb der heutigen Gebrüder-Lang-Straße am heutigen Mühlweg stand, an dem auch die Falcksche Mühle lag. Der Straßenname Mühlweg ist mit dem ehemaligen Mühlengraben assoziiert.

### Brücken (Auswahl)

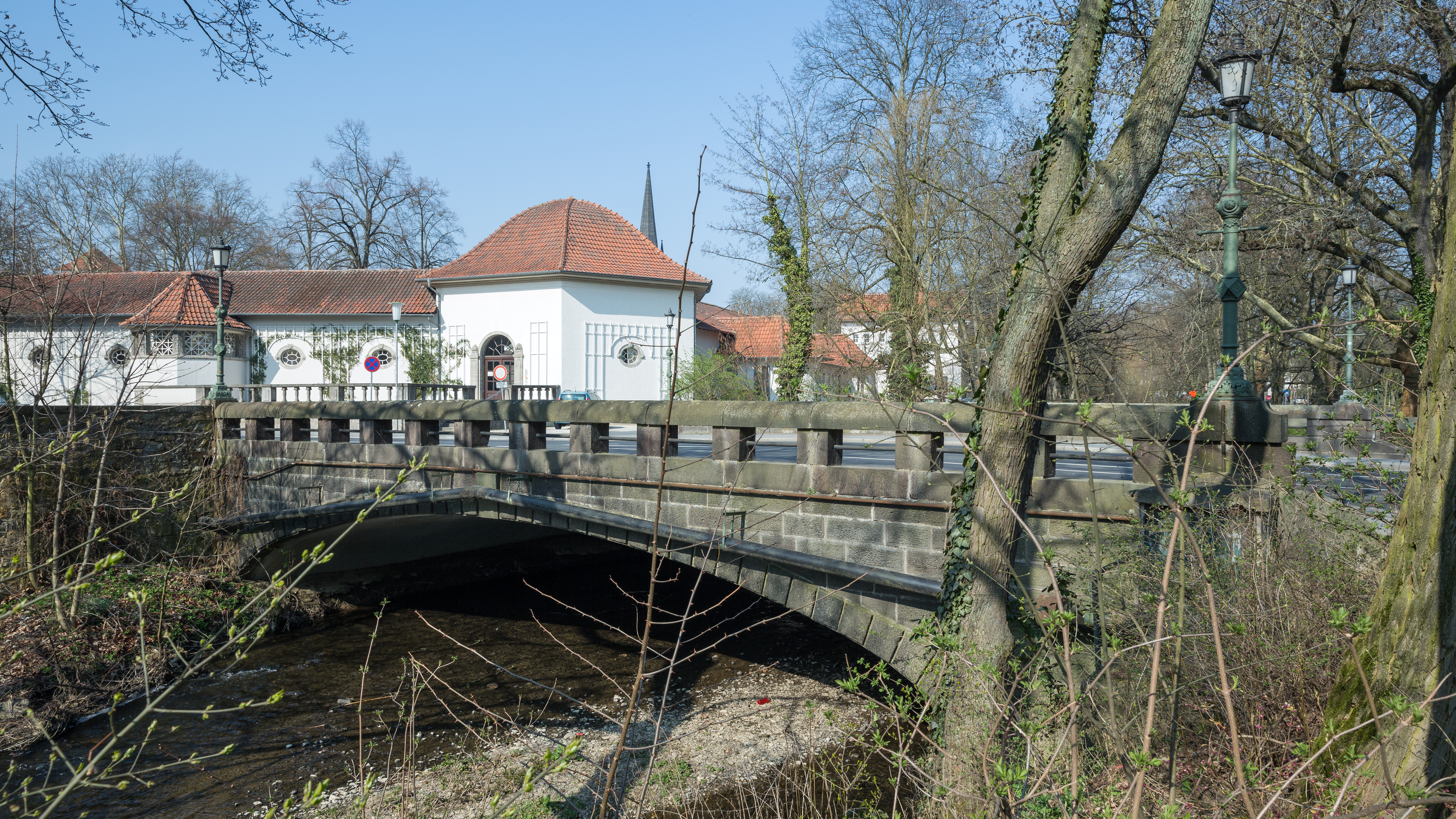
Usabrücke am Ernst-Ludwig-Ring, von Südosten gesehen

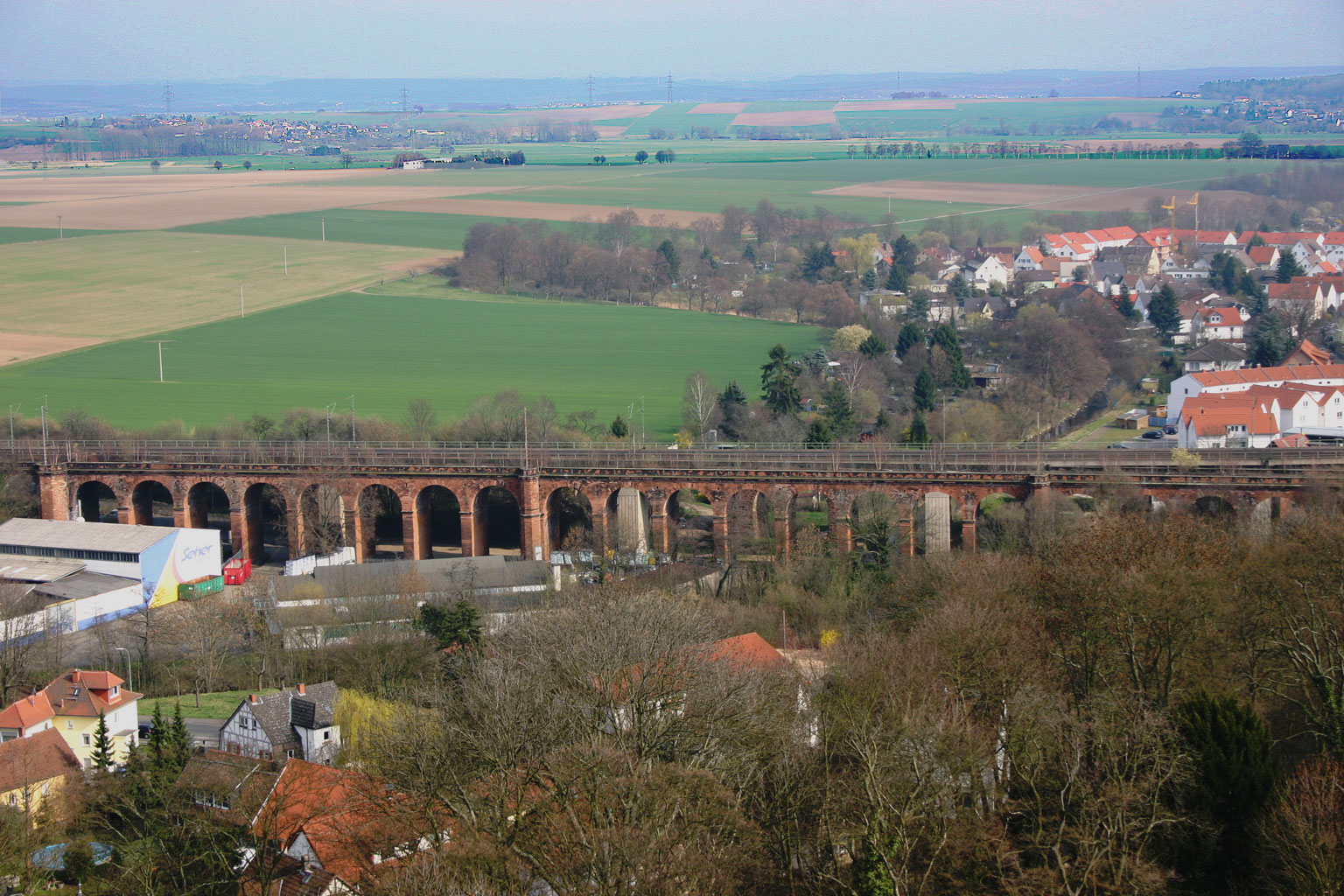
Rosentalviadukt in Friedberg

- Ober-Mörlen:
  - Usa-Brücke (Frankfurter Straße)

Dreibogiges Bauwerk, erbaut Mitte des 19. Jahrhunderts
- Bad Nauheim:
  - Usa-Brücke (Parkstraße)

Einbogiges Bauwerk in Basaltstein, erbaut Anfang 20. Jahrhundert
- Usa-Brücke (Lindenstraße)

Dreibogige Steinbrücke aus dem 18. Jahrhundert
- Usa-Brücke (auch Elvis-Brücke, Fußgängerbrücke zwischen Rosengarten und Stadtbücherei Bad Nauheim)

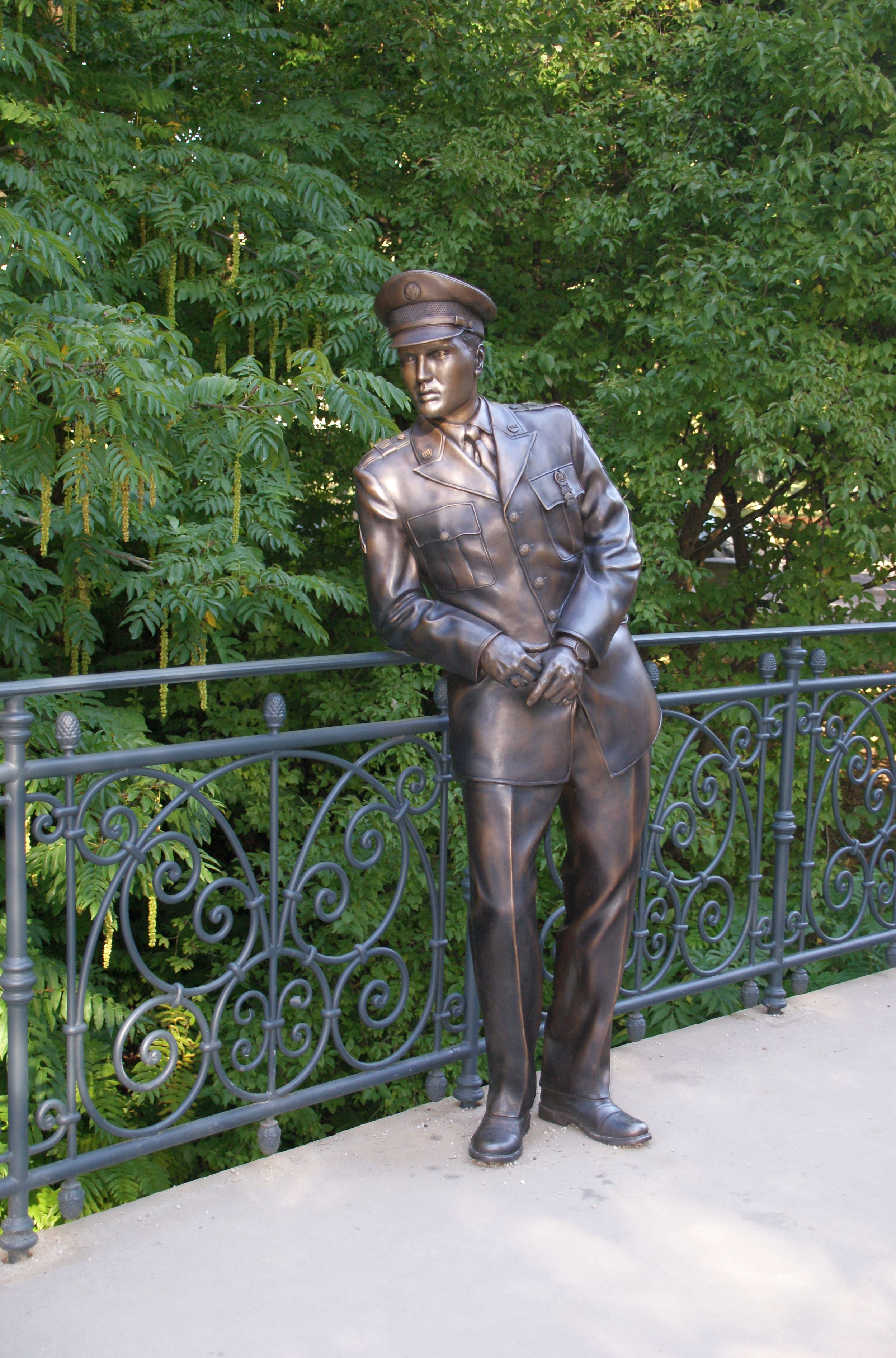
Elvis-Presley-Bronzestatue in Bad Nauheim

1894 im Auftrag der Großherzoglichen Badeverwaltung errichtet.
- Usabrücke (Ernst-Ludwig-Ring)

Mit einem Korbbogen, errichtet 1902/03
- Friedberg:
  - Usa-Brücke (Gießener Straße)

Natursteingewölbebrücke aus dem Jahr 1880
- Rosentalviadukt (Eisenbahnbrücke)

## Usatal-Radweg
Beginnend in Schmitten-Brombach führt der Usa- bzw. Usatal-Radweg über Neu-Anspach und Usingen, ab Bad Nauheim via Friedberg (Mündung der Usa in die Wetter) durch ein Stück Wetterau bis nach Niddatal, wo die Wetter in die Nidda mündet und der Usatal-Radweg Anschluss an den Hessischen Radfernweg R4 hat. Der Radweg ist 43 km lang und wechselt mehrfach die Seite, quert auch die B 275 und B 456. Er enthält unbefestigte, teils steile Abschnitte sowie eine Anzahl Drängelgitter, abschnittsweise teilen sich Rad-, landwirtschaftlicher und Autoverkehr den Weg.